# Ribeirão do Largo
Ribeirão do Largo är en kommun i Brasilien.   Den ligger i delstaten Bahia, i den östra delen av landet, 800 km öster om huvudstaden Brasília. Antalet invånare är 8 573.
Omgivningarna runt Ribeirão do Largo är huvudsakligen savann. Runt Ribeirão do Largo är det glesbefolkat, med 11 invånare per kvadratkilometer.